# Metal Box
| Оценки критиков               | Оценки критиков |
| Источник                      | Оценка          |
| ----------------------------- | --------------- |
| AllMusic                      | [ 2 ]           |
| Mojo                          | [ 5 ]           |
| NME                           | 9/10            |
| Pitchfork                     | 10/10           |
| Q                             | [ 8 ]           |
| Rolling Stone                 | [ 9 ]           |
| The Rolling Stone Album Guide | [ 10 ]          |
| Spin Alternative Record Guide | 10/10           |
| Uncut                         | [ 12 ]          |
| The Village Voice             | A−              |

Metal Box — второй студийный альбом британского пост-панкового коллектива Public Image Ltd, возглавленного Джоном Лайдоном после ухода из Sex Pistols. Издан фирмой Virgin Records в виде комплекта из 3-х 12-дюймовых пластинок, упакованных в жестяную коробку для 16-мм киноплёнки, в 1979 году. Позже был переиздан в виде обычного двойного альбома под названием Second Edition (порядок песен в альбоме изменён).

## Об альбоме
В отличие от радикально-примитивных и агрессивных панк-роковых записей, создававшихся Лайдоном в составе Sex Pistols, «Metal Box» (в чём-то продолжавший линию своего предшественника, дебютного альбома PiL «First Issue») состоял из мрачных, монотонных композиций в духе классического краут-рока c элементами нойза, электроники и конкретной музыки. Нередко альбом называется в числе первых (издан в 1979-м) и самых важных записей в британском пост-панке: в 2003 журнал «Rolling Stone» включил его в число 500 величайших альбомов всех времен под номером 469, Pitchfork Media «присудил» ему 19-е место в своём «Top 100 Albums of the 1980s» («Сто главных альбомов 1980-х»).
По слухам, когда альбом был готов, Virgin были недовольны качеством звука, и попросили группу перезаписать альбом. Группа согласилась, но в тайне от Virgin в печать отправила старые ленты.
3 х 12", в тиснёной металлической коробке с логотипом PiL, пластинки разделены обычной белой бумагой, трек-лист формата A5 / информация. Хотя выпустили только 60 тысяч копий (50000 для Великобритании, и 10 тысяч для импорта), «Metal Box» никогда не был предназначен для ограниченного выпуска.
Первоначально планировалось включить лист с текстами песен. Однако затраты были настолько высокими, что их было решено опубликовать в музыкальной рекламе. Позже группа утверждала, что 24 трека остались неизданными, 7 фактических треков, остальные были короткие. Релиз альбома был отложен из-за случайного повреждения записей и упаковок на заводе.
Упаковка альбома «Second Edition» была обыкновенной, на обложке изображен Кит Левен, плюс фотографии Лайдона и Уоббла. Все фотографии комично искажённые, что достигнуто с помощью эффекта кривых зеркал.
«Ник», которого Джон называет в песне «The Suit», инженер Ник Кук, не Ник Лоней.

## О песнях
- «Swan Lake» (иначе «Death Disco») немного отличается от версии сингла, с дополнительным синтезатором в самом конце. Эта песня написана Джоном для своей умирающей матери. В песни также звучит отрывок мелодии из балета П. И. Чайковского «Лебединое озеро».
- Песня «Graveyard» - инструментальная версия песни «Another» с сингла «Memories».
- На песне «Bad Baby» играет Мартин Аткинс, который пришёл на прослушивание и с ним сразу же записали песню. До этого Мартин дважды пытался присоединиться к группе.
- Песня «The Suit» написана о знакомом Лайдона.
- Песня «Poptones» написана Лайдоном после того, как он прочитал историю в газете Daily Mirror, о том как несколько неизвестных увезли девочку в лес, где в конечном счёте изнасиловали. По воспоминаниям девочки, всю дорогу играла одна и та же поп-мелодия.
- На «Metal Box» последние песни «Socialist», «Chant» и «Radio 4» написаны, как одна песня. На «Second Edition» они написаны раздельно.
- Трек-лист «Second Edition» отличается от «Metal Box» лишь тем, что песни «Socialist» и «No Birds» поменяли местами и три последние песни написаны раздельно.
- «Second Edition» записан на две виниловые пластинки с обеих сторон на скорости 33 об/мин., тогда как «Metal Box» - на три пластинки с обеих сторон со скоростью 45 об/мин.
- Песню «No Birds» иногда используют с названием «No Birds Do Sing».

## Запись сессии
- Март-май 1979 года: «Albatross» и «Death Disco» был записан с новым барабанщиком Дэвидом Хамфри в студии Мэнор, в Оксфордшире. В песне «Poptones» на барабанах играл Левен. Тогда же дополнительные песни были записаны в студии Таунхаус, в Лондоне, а именно: «Beat the Drum for Me» (которая позже появится в первом сольном альбоме Джа), и новая версия «Fodderstompf» (который стал би-сайдом сингла «Death Disco»). Хамфри покинул группу в середине мая 1979 года.
- Май-июнь 1979 года: «Memories», «No Birds», «Socialist» и «Chant» были записаны с новым барабанщиком Ричардом Дудэнски в студии Таунхаус, в Лондоне.
- Лето 1979: инструментальная версия «Graveyard» была записана в студии Роллербол, в Бермондси, репетиционной студии PiL, вместе с Дудэнски. Для би-сайда сингла «Memories» использовали музыку песни «Graveyard», но с вокалом, который был записан в студии Мэнор и переименован в «Another». Дудэнски покинул группу в середине сентября 1979 года.
- Лето / осень 1979: «The Suit» был записан как сольный трек Джа в студии Гусберри Саунд, в Лондоне. Вокал и некоторые наложения добавлены в студии Мэнор. «Careering» была записана в студии Таунхаус с Джа на барабанах.
- Октябрь 1979: «Bad Baby» был записан с новым барабанщиком Мартином Аткинсом в студии Таунхаус. За исключением короткого периода, в течение 1980 года Аткинс оставался в группе до 1985 года.
- Октябре и ноябре 1979 года: «Radio 4», которую записывал один Кит Левен в студии Адвижен и неизвестной второй студии. По словам Левена, это была последняя записанная песня.

## Инструменты
- Кит Левен использовал алюминиевую гитару Veleno Original для работы в студии. Также использовал Travis Bean TB-1000S и Travis Bean ТB-3000. Что касается синтезаторов, на «Socialist» и «Chant» он использовал Oberheim Polyphonic, а на «Careering» синтезатор Prophet-5.
- Джа Уоббл использовал несколько бас-гитар, а именно Ampeg Horizontal, Fender Precision и Gibson Thunderbird. А также усилитель Ampeg 600 Вт с двумя динамиками Ampeg V4.
- На «Albatross» и «Death Disco», барабанщик Дэвид Хамфри использовал ударную установку Роджерс с Sound Edge Hi-Hat от Paiste и Octoban Toms от TAMA.

## Участники
- На бумажном вкладыше список членов группы представлен как «Джон Лайдон — Кит Левен — Джа Уоббл — Джанетт Ли — Дэйв Кроу», хотя последние двое были видеооператором группы и секретарём соответственно.
- У PiL не было постоянного барабанщика во время записи, поэтому его нет в списке. Дэвид Хамфри (треки 1 и 3), Ричард Дудэнски (2, 6, 7, 10, 11), Кит Левен (4, 12), Джа Уоббл(5, 8), и Мартин Аткинс (9).
- Кит Левен играл на всех инструментах на «Radio 4»

## Список композиций
Слова и музыка всех песен — Джон Лайдон, Кит Левин и Джа Уоббл.
| №  | Название    | Длительность |
| -- | ----------- | ------------ |
| 1. | «Albatross» | 10:32        |

| №  | Название    | Длительность |
| -- | ----------- | ------------ |
| 1. | «Memories»  | 5:05         |
| 2. | «Swan Lake» | 4:19         |

| №  | Название    | Длительность |
| -- | ----------- | ------------ |
| 1. | «Poptones»  | 7:45         |
| 2. | «Careering» | 4:32         |

| №  | Название    | Длительность |
| -- | ----------- | ------------ |
| 1. | «No Birds»  | 4:43         |
| 2. | «Graveyard» | 3:07         |

| №  | Название   | Длительность |
| -- | ---------- | ------------ |
| 1. | «The Suit» | 3:29         |
| 2. | «Bad Baby» | 4:30         |

| №  | Название                  | Длительность |
| -- | ------------------------- | ------------ |
| 1. | «Socialist/Chant/Radio 4» | 12:31        |

### Second Edition
1. Albatross
2. Memories
3. Swan Lake
4. Poptones
5. Careering
6. Socialist
7. Graveyard
8. The Suit
9. Bad Baby
10. No Birds
11. Chant
12. Radio 4

## Состав
- Джон Лайдон — вокал
- Кит Левен — гитара, синтезатор, барабаны на песнях «Poptones» и «Radio 4», бас-гитара на песне «Radio 4»
- Джа Уоббл — бас-гитара, барабаны на песнях «Careering» и «The Suit»
- Дэвид Хамфри — барабаны на песнях «Albatross» и «Swan Lake»
- Ричард Дудэнски — барабаны на песнях «Memories», «No Birds», «Graveyard», «Socialist» и «Chant»
- Мартин Аткинс — барабаны на песне «Bad Baby»